# Богдан Хауши
Богдан Васіле Хауши (рум. Bogdan Hauși; нар. 29 вересня 1985, Бая-Маре, Румунія) — румунський футболіст, захисник.

## Життєпис
Виступав за румунський клуб «Бая-Маре» з однойменного міста. Влітку 2008 року перейшов в молдовську «Іскру-Сталь». У чемпіонаті Молдови дебютував 2 липня 2008 року в матчі проти «Олімпії» (1:1), на 24-й хвилині Хауши відзначився голом, а на 33-й хвилині він заробив червону картку. У сезоні 2008/09 років разом з командою став бронзовим призером чемпіонату Молдови, програвши тільки «Дачії» та «Шерифу». У липні 2009 року зіграв 2 матчі у кваліфікації Кубку УЄФА проти болгарського «Черно море». Усього за «Іскру-Сталь» в чемпіонаті Молдови зіграв 31 матч і забив 8 голів і отримав 2 червоні картки. Наприкінці 2009 року залишив «Іскру-Сталь». 
У лютому 2010 року підписав 1-річний контракт з ужгородським «Закарпаттям». Дебютував за ужгородську команду 10 серпня 2010 року в програному (2:3) домашньому поєдинку 2-го попереднього раунду кубку України проти армянського «Титана». Богдан вийшов на поле в стартовому складі та відіграв увесь матч, а на 67-й хвилині відзначився голом (з пенальті). У Першій лізі України дебютував 1 вересня 2010 року в переможному (2:0) домашньому поєдинку 8-го туру проти кіровоградської «Зірки». Хауши вийшов на поле на 90-й хвилині, замінивши Олександра Малигіна. Дебютним голом за команду з Закарпаття відзначився 10 жовтня 2010 року на 26-й хвилині переможного (3:0) домашнього поєдинку 15-го туру проти вінницької «Ниви». Богдан вийшов на поле в стартовому складі та відіграв увесь матч, а на 55-й хвилині отримав жовту картку. У футболці «Закарпаття» в чемпіонатах України зіграв 28 матчів та відзначився 2-ма голами, ще 1 матч (1 гол) провів у кубку України. 
У 2012 році виступав за молдовський «Рапід», в лютому 2013 року перейшов у футбольний клуб «Тирасполь». У 2015 році перейшов до узбецького клубу «Бухара».

## Досягнення
Іскра-Сталь
- Національний дивізіон Молдови
  -  Бронзовий призер (1): 2008/09

Тирасполь
- Кубок Молдови
  -  Володар (1): 2013